# 小豆澤
小豆澤（日语：／）是日本東京都板橋區的町名。現行行政地名為小豆澤一丁目～四丁目。全域已實施住居表示。郵遞區號174-0051。

## 地理
位於東京都板橋區東北部。北臨新河岸川，對岸是北區浮間、東接北區赤羽北與桐丘、南連北區赤羽西與蓮沼町、西通志村、西北鄰東坂下。東邊與北邊是板橋區與 北區區界。與新河岸川對岸的北區浮間之間有新河岸大橋。町內主要幹道有北邊的都道311號環狀八號線（環八通）、西邊的國道17號中山道。

### 地形
本地位於武藏野台地成增台高台與荒川低地沖積層交界。東西橫斷板橋區中央的崖線通過小豆澤公園所在的三丁目、四丁目町域，因此有許多落差達20公尺的急坡。

### 河川
- 新河岸川（日语：新河岸川）

### 地價
2015年（平成27年）1月1日的小豆澤二丁目34-9住宅區公告地價為352,000日圓/m2。

## 歷史
廢藩置縣實施前屬武藏國豐島郡小豆澤村。

### 沿革
- 1602年（慶長7年）：德川家康命令整備中山道。
- 1604年（慶長9年）：中山道在距離起點日本橋3里處設志村一里塚。
- 1871年（明治4年）11月：浦和縣編入東京府。實施大區小區制（日语：大区小区制）。
- 1878年（明治11年）：依據郡區町村編制法（日语：郡区町村編制法）設置北豐島郡，本地為東京府北豐島郡小豆澤村。
- 1889年（明治22年）4月1日：施行市制町村制，本地與志村合併，為東京府北豐島郡志村大字小豆澤。
- 1925年（大正14年）：1923年9月1日關東大震災後實施帝都復興計畫，東京都市計畫區域內依據市街地建築物法指定住居、商業、工業地域。北豐島郡志村全域指定為工業地域內甲種特別地區，可設立化學藥品工廠、危險物處理工廠。[8][9]
- 1928年（昭和3年）：大日本賽璐珞株式會社（現株式會社大賽璐（日语：ダイセル））東京工場開設膠捲試驗場。1932年開發電影正片。
- 1929年（昭和4年）：東方酵母（日语：オリエンタル酵母工業）株式會社於志村大字小豆澤成立。是日本國內首座麵包酵母製造工廠。
- 1932年（昭和7年）10月1日：板橋區成立，為東京府東京市板橋區志村小豆澤町（1943年8月1日施行東京都制（日语：東京都制））。
- 1933年（昭和8年）～ 1935年（昭和10年）：進行中山道拓寬、新道（國道17號）建設工程。[10]
- 1944年（昭和19年）：都電志村線（日语：都電志村線）開通，開設小豆澤町與志村（之後的志村坂上）停留場。
- 1946年（昭和21年）：開設志村警察署（日语：志村警察署）。
- 1947年（昭和22年）：志村小豆澤町分為（舊）小豆澤一丁目～四丁目。
- 1956年（昭和31年）：板橋中央醫院（現板橋中央綜合醫院（日语：板橋中央総合病院））開院。日本住宅公團（日语：日本住宅公団）建設板橋區首座出租團地小豆澤住宅。
- 1961年（昭和36年）5月1日：志村小豆澤町部分編入蓮沼町、泉町、大原町。
- 1962年（昭和37年）3月1日：志村小豆澤町部分編入前野町二丁目。
- 1964年（昭和39年）10月7日：1964年東京奧運的聖火在志村警察署前設置跑者中繼點。
- 1966年（昭和41年）1月1日：實施住居表示，（舊）小豆澤一丁目～四丁目與（舊）志村町一丁目～三丁目的中山道以東區域整編為（新）小豆澤一丁目～四丁目。
- 1966年（昭和41年）5月28日：都電志村線廢止（最後運行日）。
- 1967年（昭和42年）：開設板橋區立游泳池。
- 1968年（昭和43年）：開設區立體育館（小豆澤體育館）。
- 1968年（昭和43年）12月27日：都營地下鐵6號線開通，志村坂上站開業。
- 1969年（昭和44年）：大賽璐東京工場關閉。
  - 舊址改建為「小豆澤花園運動俱樂部」。
- 1989年（平成元年）：板橋區將藥師之泉整備為庭園。
- 2007年（平成19年）：小豆澤花園閉館。
- 2010年（平成22年）：小豆澤花園舊址改建的購物商場「Seven Town小豆澤」開業。

### 地名由來
地名由來眾說紛紜，主要說法是裝載小豆（あずき）的船沉沒，小豆浮在河面上如同小豆之澤而稱作小豆澤（『新編武藏風土記稿』）。源義家勸請十二天社時也使用此地名命名為小豆澤神社。

## 戶數與人口
2017年（平成29年）12月1日的戶數與人口如下。
| 町丁         | 戶數    | 人口     |
| ------------ | ------- | -------- |
| 小豆澤一丁目 | 2,370戶 | 4,869人  |
| 小豆澤二丁目 | 2,629戶 | 5,347人  |
| 小豆澤三丁目 | 918戶   | 1,629人  |
| 小豆澤四丁目 | 2,076戶 | 3,847人  |
| 計           | 7,993戶 | 15,692人 |

## 中、小學校學區
區立中、小學校學區如下。
| 丁目         | 番地             | 小學校                 | 中學校                 |
| ------------ | ---------------- | ---------------------- | ---------------------- |
| 小豆澤一丁目 | 2～16番          | 板橋區立志村第二小學校 | 板橋區立志村第二中學校 |
| 小豆澤一丁目 | 1番 17～23番     | 板橋區立志村第四小學校 | 板橋區立志村第二中學校 |
| 小豆澤二丁目 | 1～11番 20～36番 | 板橋區立志村第四小學校 | 板橋區立志村第二中學校 |
| 小豆澤二丁目 | 12～19番         | 板橋區立志村第二小學校 | 板橋區立志村第二中學校 |
| 小豆澤三丁目 | 全域             | 板橋區立志村第四小學校 | 板橋區立志村第二中學校 |
| 小豆澤四丁目 | 全域             | 板橋區立志村第四小學校 | 板橋區立志村第二中學校 |

## 交通

### 鐵道
- 東京都交通局
  - 都營地下鐵三田線：志村坂上站

### 巴士
- 國際興業巴士（日语：国際興業バス） ※省略出入庫的區間運轉系統。
  - 志村坂上區民事務所、小豆澤二丁目
    - 赤56：往赤羽站西口／往高島平操車場

  - 志村四小、小豆澤住宅、志村二中
    - 赤56：往赤羽站西口／往高島平操車場
    - 赤54：赤羽站西口始發桐丘循環（經桐丘高校）
    - 赤54-1：赤羽站西口始發桐丘循環（經體育館）

  - 小豆澤公園、小豆澤通
    - 赤01：往赤羽站西口／經平和台站往練馬站
    - 赤02：往赤羽站西口／往成增站北口

  - 志村一里塚、小豆澤
    - 池20：往池袋站西口／往高島平操車場
    - 池21：往池袋站西口／經舟渡町往高島平站

  - 小豆澤一丁目
    - 赤53：往常盤台站／經西丘往赤羽站西口

  - 志村一丁目
    - 赤53：往常盤台站／經西丘往赤羽站西口
      - 往常盤台站的巴士站在中山道交差點東側（靠赤羽站），不過中山道凸版印刷前亦有巴士站。兩者都稱作「志村一丁目」，後者在巴士上稱作「志村一丁目・凸版印刷前」。往赤羽站的巴士僅停凸版印刷前。

### 船
- 東京水邊線（日语：東京水辺ライン）小豆澤碼頭（國際興業巴士小豆澤公園停留所前）

經隅田川與荒川，停靠岩淵水門、千住、淺草、兩國、越中島、御台場海濱公園、濱離宮、船之科學館、葛西臨海公園等。

### 道路、橋梁
- 國道17號（中山道）
- 都道311號環狀八號線（日语：東京都道311号環状八号線）（環八通）
- 東京都道445號常盤台赤羽線（日语：東京都道445号常盤台赤羽線）（福壽通）
- 体體館通
- 新河岸川大橋

## 設施

### 行政
- 志村坂上區民事務所、地域中心管理事務所

- 志村社區會館
- 小豆澤集會場
- 小豆澤二丁目集會場
- 志村警察署（日语：志村警察署）
- 小豆澤交番

### 教育
- 板橋區立志村第四小學校
- 板橋區立志村第二中學校
  - 板橋中央看護專門學校
- 志村圖書館（日语：板橋区立図書館）
- 坂尚兒童館
- 小豆澤兒童館
- 志村第四小學校學童俱樂部

### 醫療
- 小豆澤醫院（日语：小豆沢病院）
- 板橋中央綜合醫院（日语：板橋中央総合病院）

### 公園、運動設施
- 東原公園
- 藥師之泉庭園
- 小豆澤公園
- 小豆澤體育館（日语：板橋区立小豆沢体育館）
- 小豆澤棒球場
- 小豆澤網球場
- 小豆澤游泳池

### 金融
- 東京信用金庫（日语：東京信用金庫）志村支店
- 巢鴨信用金庫（日语：巣鴨信用金庫）志村支店
- 三菱UFJ銀行志村支店、志村坂上支店

### 商店
- 7-eleven小豆澤4丁目店
- FamilyMart小豆澤一丁目店、小豆澤二丁目店、小豆澤環八通店、小豆澤店
- Lawson小豆一丁目店、志村坂上站前店
- 松屋志村坂上店
- 麥當勞志村坂上店
- 摩斯漢堡志村坂上店
- 羅多倫咖啡志村坂上店
- 東武store（日语：東武ストア）小豆澤店
- CAN DO（日语：キャンドゥ）小豆澤店
- 稻毛屋（日语：いなげや）板橋小豆澤店
- 超市三德小豆澤店
- Fracasso小豆澤店
- 笑笑（日语：モンテローザ (企業)）志村坂上站前店
- 東京SUBARU（日语：東京スバル） carspot小豆澤
- 日產Prince東京（日语：日産プリンス東京販売）板橋店

### 企業
- 東洋印刷本社工場
- TOK本社/東京工場/東京營業所
- 高絲基盤技術研究所
- 凸版情報加工
- 理研計器本社/東京工場
- 普利司通東京販售板橋支店
- 東方酵母工業（日语：オリエンタル酵母工業）本社、東京食品研究所/東京工場
- TOHATSU（日语：トーハツ）本社、東京工場
- 財團法人日本瓦斯機器檢査協會（日语：日本ガス機器検査協会）（JIA）東京事業所

### 寺院、神社、教會
- 總泉寺（日语：総泉寺）
- 妙德寺
- 龍福寺（日语：龍福寺 (板橋区)）
- 小豆澤神社（日语：小豆沢神社）

## 史跡
- 志村一里塚[12] - 板橋區登錄文化財/國史跡[13]
- 小豆澤貝塚 - 板橋區登錄文化財[13]

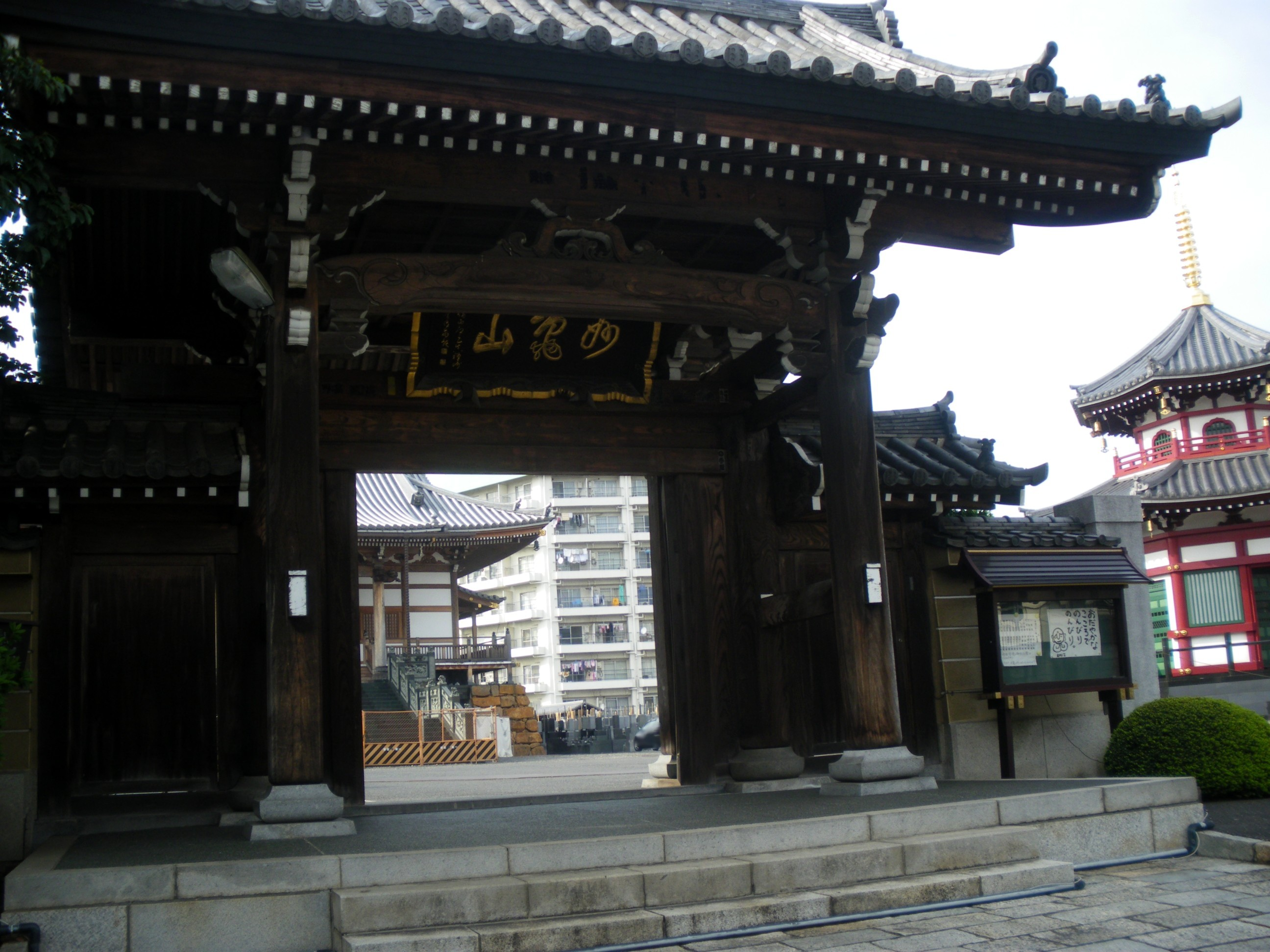
總泉寺
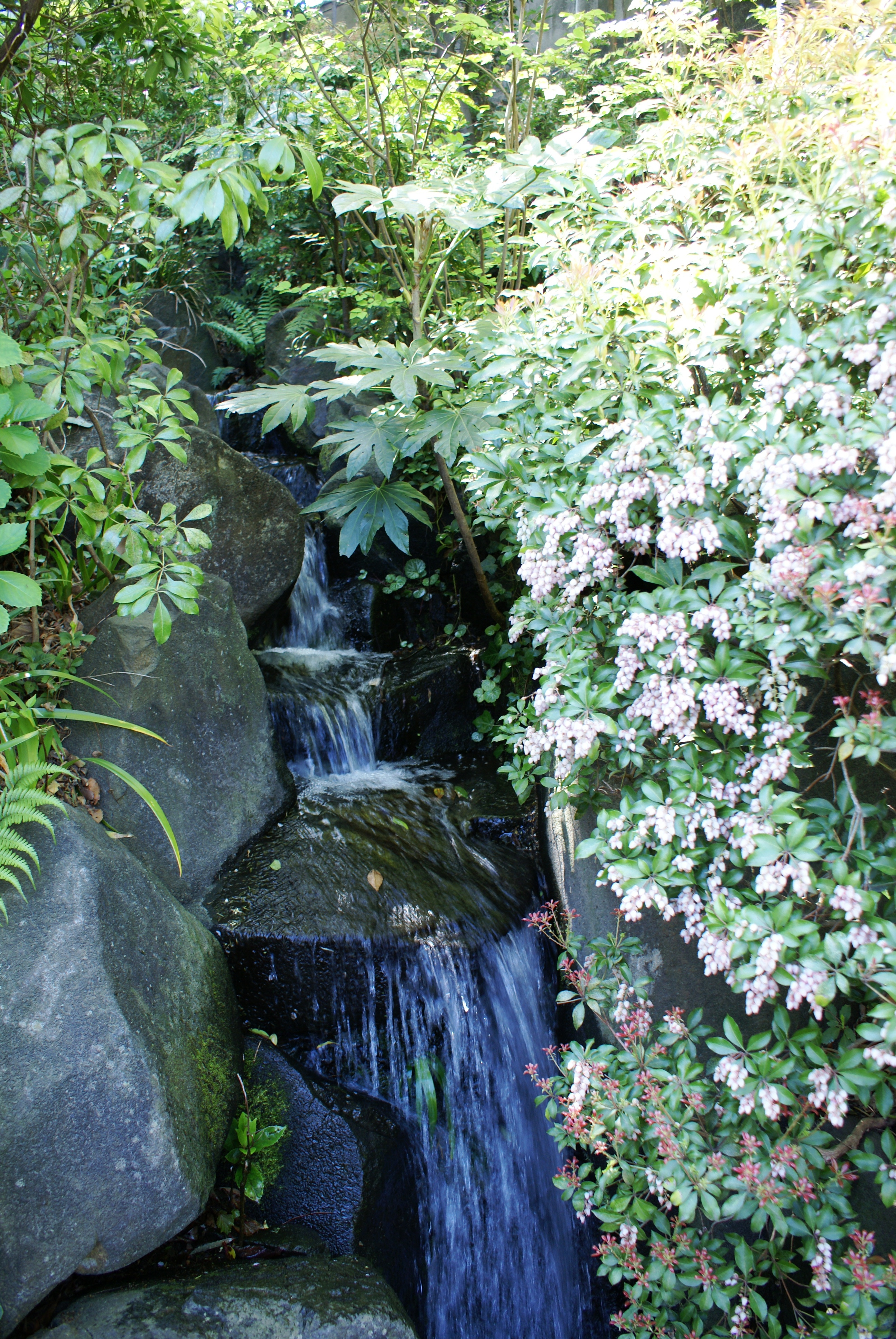
藥師之泉庭園

## 外部連結
- 板橋區 （页面存档备份，存于）
  - . 板橋区公式ホームページ. 2011-04-14  [2019-12-06]. （原始内容存档于2015-12-10）.
  - . 板橋区公式ホームページ. 2019-03-13  [2019-12-06]. （原始内容存档于2018-09-01）.